# Maladie de l'enroulement de la vigne
La maladie de l'enroulement de la vigne est une maladie virale qui affecte les plantes du genre Vitis, notamment la vigne (Vitis vinifera). Elle est causée par un complexe viral comprenant plusieurs espèces appelées « virus associés à l'enroulement de la vigne » (GLRaV, Grapevine leafroll-associated virus) appartenant aux genres Ampelovirus, Closterovirus et Velarivirus (famille des Closteroviridae). Ce sont des virus à ARN simple brin à polarité positive, et donc à ce titre classés dans le groupe IV de la classification Baltimore.

## Agents causaux
L'enroulement de la vigne peut être provoqué par six espèces de virus appartenant aux genres Ampelovirus, Closterovirus et Velarivirus (famille des Closteroviridae), officiellement acceptées par l'ICTV. Les espèces décrites antérieurement dans diverses régions du monde sous les noms de GLRaV-5, -6, -9 et -11 sont à présent classées comme des 'souches' du GLRaV-4.
Trois de ces virus associés à la maladie de l'enroulement, GLRaV-1, GLRaV-2 et GLRaV-3, sont généralement prévalents dans les vignes affectées par l'enroulement. Le GLRaV-2 provoque en outre un syndrome d'incompatibilité de greffe sévère et le dépérissement des scions greffés sur certains porte-greffes, notamment 'Kober 5BB', '3309C', '5C', '1103P', 'Harmony' et 'Freedom'.
Des virus appartenant aux genres Vitivirus et Foveavirus sont aussi souvent trouvés dans des infections mixtes avec des virus de l'enroulement (GLRaV), et des spéculations existent au sujet d'une possible co-dépendance de la transmission de certains Vitivirus avec le GLRaV-3 ou le GLRaV-1.

### Liste des virus  responsables de l'enroulement
Selon l'ICTV  
(entre parenthèses, date d'inscription dans la base de données de l'ICTV) :
- Genre Ampelovirus :
  - GLRaV-1, Grapevine leafroll-associated virus 1 (2002)
  - GLRaV-3,	Grapevine leafroll-associated virus 3 (1999)
  - GLRaV-4,	Grapevine leafroll-associated virus 4 (2012)
  - GLRaV-13, Grapevine leafroll-associated virus 13 (2017)
- Genre Closterovirus :
  - GLRaV-2,	Grapevine leafroll-associated virus 2 (1999)
- Genre Velarivirus :
  - GLRaV-7,	Grapevine leafroll-associated virus 7 (2011)

## Plantes-hôtes
Les plantes-hôtes de la maladie de l'enroulement sont exclusivement les espèces du genre Vitis, principalement Vitis vinifera. Les virus responsables de cette affection ont été isolés notamment sur Vitis sylvestris (vigne sauvage), Vitis rupestris (cépage St George) , Vitis labrusca et  Vitis ×labruscana, Vitis coignetiae, Vitis  californica et les hybrides Vitis  californica × vinifera. Toutefois les virus GLRaV-2 et GLRaV-7 sont transmissibles à certaines plantes herbacées expérimentalement par inoculation mécanique, ou naturellement par l'intermédiaire de plantes parasites du genre Cuscuta.

## Répartition
La maladie de l'enroulement de la vigne a une répartition cosmopolite : elle est présente dans toutes les régions du monde où la culture de la vigne est pratiquée.

## Mode de transmission
La transmission des virus responsables de cette maladie se fait de deux manières : verticale et horizontale. 
La transmission verticale, c'est-à-dire d'une génération de plante à la suivante, est très importante chez les plantes cultivées à reproduction végétative comme la vigne. Les plants et les greffons infectés transmettent la maladie de façon systématique. 
La contamination peut aussi provenir des vecteurs : les cochenilles. Leur recrudescence provoque une extension de la maladie dans certains vignobles : Bourgogne, Beaujolais, Champagne, Californie...
Horizontalement, c'est-à-dire d'une plante à l'autre, la transmission, pour certains de ces virus, peut se faire par des insectes vecteurs de l'ordre des hémiptères qui se nourrissent de la sève extraite du phloème. Ce sont notamment des cochenilles farineuses, Pseudococcus affinis, Ps. longispinus, Planococcus citri et Pl. ficus, et des cochenilles à coque (Coccides) dont la lécanine, Parthenolecanium corni ,et la cochenille floconneuse, Pulvinaria vitis. Ces insectes, dont le rôle de vecteur est attesté dans le cas du GLRaV-3, sont également les vecteurs du virus A de la vigne (GVA).

## Symptômes
La maladie doit son nom à un enroulement vers la face inférieure des feuilles de vigne. Chez les cépages rouges, les feuilles de la base des rameaux commencent à accumuler des anthocyanes dès le mois de juin, provoquant un rougissement du feuillage. Les nervures restent vertes et le limbe s'épaissit. Chez les cépages blancs, le jaunissement est moins caractéristique de la maladie, donc la rend plus difficile à diagnostiquer.
Les virus colonisent les tissus du phloème et s'y répliquent, perturbant la circulation de la sève élaborée et le flux des nutriments vers les pousses, les feuilles et les fruits, et provoquant une accumulation dans les feuilles. La maladie a de ce fait un effet négatif sur la qualité des fruits : 
- diminution du poids et du rendement des baies ;
- diminution de la maturité des fruits ;
- réduction des solides solubles (° Brix),
- élévation du pH, diminution de l'acidité titrable[7].

Certains virus rendent le greffage impossible avec le porte-greffe Kober 5BB. D'autres virus ne montrent que des symptômes très difficiles à déceler dans les cépages blancs, sans conséquence économique.
La maladie n'est pas mortelle, mais elle réduit le rendement de la récolte de 10 à 40 % par réduction de la fertilité et de la vigueur des ceps. Le retard de maturité atteint jusqu'à trois semaines par rapport aux ceps sains, un décalage qui nuit à l'épanouissement des polyphénols.
Les ceps infectés le sont définitivement, et ne peuvent pas être guéris. 
Les  porte-greffe  sont  asymptomatiques, mais  peuvent être infectés et transmettre la maladie au greffon.

### Risques de confusion
Les symptômes de l'enroulement ne doivent pas être confondus avec ceux d'autres maladies de signes voisins : flavescence dorée, maladie du bois noir, dépérissement de la syrah, carences en potassium ou en magnésium, cicadelle bubale, cicadelles vertes, acariose, etc.

## Méthodes de lutte
En l'absence de tout moyen,de traitement des vignes infectées, la lutte contre la maladie de l'enroulement de la vigne repose d'abord sur l'utilisation au moment de la plantation de matériel végétal provenant de ceps de vigne testés, sains et exempts de virus. 
Les mesures prophylactiques ont pour but d'assainir le vignoble. Elles consistent en un dépistage systématique des vignes malades et l'épuration, c'est-à-dire l'élimination des plants infectés. Cela  peut réduire l'impact économique de la maladie de l'enroulement lorsque la prévalence de la maladie est modérée (1 % à 25 %). Lorsque le taux de prévalence est supérieur à 25 %, le remplacement de l'ensemble du vignoble peut être justifié économiquement.
Pour diagnostiquer la maladie de manière fiable, des tests d'usage simple ont été mis au point.
Aucune source de résistance contre l'un des virus GLRaV n'a été identifiée chez les espèces de vignes sauvages ou cultivées et la sélection conventionnelle ne permet pas de sélectionner des souches résistantes aux virus de l'enroulement. Des recherches sont en cours pour créer des variétés résistantes grâce au génie génétique.